# Franklin County, Tennessee
Franklin County är ett administrativt område i delstaten Tennessee, USA, med 41 052 invånare. Den administrativa huvudorten (county seat) är Winchester.

## Geografi
Enligt United States Census Bureau så har countyt en total area på 1 491 km². 1 436 km² av den arean är land och 55 km² är vatten.  

### Angränsande countyn
- Coffee County - nord
- Grundy County - nordost
- Marion County - öst
- Jackson County, Alabama - syd
- Madison County, Alabama - sydväst
- Lincoln County - väst
- Moore County - nordväst